# Нидер-Хильберсхайм
Нидер-Хильберсхайм (нем. Nieder-Hilbersheim) — община в Германии, в земле Рейнланд-Пфальц. 
Входит в состав района Майнц-Бинген. Подчиняется управлению Гау-Альгесхайм.  Население составляет 632 человека (на 31 декабря 2010 года). Занимает площадь 4,59 км².